# Meteosat 4
O Meteosat 4, também conhecido por MOP-1, foi um satélite meteorológico geoestacionário europeu construído pela Aérospatiale. Ele esteve localizado na posição orbital de 10 de longitude leste e foi operado inicialmente pela Agência Espacial Europeia (ESA) e posteriormente pela EUMETSAT. O mesmo saiu de serviço no início de novembro de 1995 e foi transferido para uma órbita cemitério.

## Lançamento
O satélite foi lançado com sucesso ao espaço no dia 6 de março de 1989, por meio de um veículo Ariane-44LP H10 a partir do Centro Espacial de Kourou, na Guiana Francesa, juntamente com o satélite JCSAT-1. Ele tinha uma massa de lançamento de 387 kg.